# Stanley Hillis
Stanley Marshall Hillis (Den Haag, 10 september 1946 – Amsterdam, 21 februari 2011) (alias de Ouwe) was een Nederlands crimineel. Hij werd vooral bekend door zijn ontsnappingen uit de Bijlmerbajes en de Scheveningse gevangenis.

## Jeugd
Aan het einde van zijn jeugd vertrok hij naar Frankrijk om daar dienst te doen in het Vreemdelingenlegioen. In die tijd werd de van nature verlegen jongen een beresterke, berekenende man. Toen hij terugkwam in Nederland begon hij zijn criminele loopbaan als bankovervaller.

## Criminele carrière
Hillis begon zijn criminele loopbaan als bankovervaller. Een aantal overvallen pleegde hij samen met de beruchte Joegoslavische criminelen Željko Ražnatović en Kola Kostovski. Hillis maakte al snel naam in de onderwereld, vooral doordat hij twee keer ontsnapte uit de gevangenis van Scheveningen en één keer uit de Koepelgevangenis te Arnhem. Ook wist hij enkele keren te ontsnappen uit de Bijlmerbajes. Hillis voelde zich na die laatste ontsnapping erg opgejaagd en besloot om zijn verhaal te doen op de televisie. Vermomd met pruik en zonnebril liet hij zich op zijn schuiladres interviewen door Sonja Barend. Enkele weken na de uitzending werd hij opnieuw ingerekend. In de jaren negentig wist Hillis samen met Mink Kok en Jan Femer de macht te grijpen na de liquidatie van Klaas Bruinsma. Het drietal verdiende miljoenen met de handel in XTC. Tot eind 2005 had hij met Evert Hingst een onroerendgoedbedrijf op Ibiza. Op 11 maart 2006 werd bekend dat de liquidatie van Hingst op 31 oktober 2005 was vastgelegd door de beveiligingscamera van diens buurman Hillis. Deze had de beelden destijds vrijwillig afgestaan aan justitie, maar eiste op 10 maart bij de rechtbank teruggave, nadat het Openbaar Ministerie dit in het belang van het onderzoek had geweigerd.
Hillis werd in veel strafzaken genoemd als een persoon die alles wist. Hij zou onder andere betrokken zijn geweest bij de afpersingen van Willem Endstra en zou in die tijd een handlanger van Willem Holleeder zijn geweest.

## Dood
Op 21 februari 2011 werd Hillis rond het middaguur in de Fizeaustraat in Amsterdam in zijn auto 37 keer beschoten met een automatisch wapen. Hij overleed ter plaatse. Hillis had een afspraak met Donald Groen. De Nationale Recherche was op de hoogte van deze afspraak en zorgde ervoor dat er een aanhangwagen met daarin twee rechercheurs naast de auto stond. Die rechercheurs zouden het gesprek tussen de twee mannen afluisteren. Toen het vuur op Hillis werd geopend waren er dan ook meerdere rechercheurs in de directe omgeving, maar door slechte communicatie heeft dat niet kunnen leiden tot de arrestatie van de dader(s). Wel werd Groen gearresteerd bij zijn aankomst vlak na de moord, maar hij werd later weer vrijgelaten.